# Juanma del Olmo
Juan Manuel del Olmo Ibáñez (Soria, 15 de marzo de 1982), conocido como Juanma del Olmo, es un empresario, consultor de tecnologías de la información y la comunicación y político español de Podemos. En enero de 2020 fue designado director de Estrategia y Comunicación de la Vicepresidencia del Gobierno de España, cargo que compatibilizó con el de Secretario de Comunicación en la ejecutiva nacional de Podemos. De 2016 a 2019 fue diputado por Valladolid en el Congreso de los Diputados en la XI y XII legislatura.

## Trayectoria profesional
Tiene Formación Profesional Superior en Desarrollo de Aplicaciones Informáticas. Tras completar sus estudios, empezó a trabajar como programador informático en la empresa privada y posteriormente trabajó como emprendedor autónomo y consultor de nuevas tecnologías. Ha participado en la creación de cooperativas (especialmente en Andalucía) relacionadas con proyectos vinculados a la economía social y el software libre.
En el año 2006, fundó el diario digital Tercera Información.
En 2012 fue uno de los dos socios fundadores de la marca de ropa 198 (uno nueve ocho), creada con la intención de proporcionar una estética, un estilo y una identidad que aunase y vistiese a aquellos que reivindicaban un cambio en la política y las instituciones españolas. Una de sus creaciones más llamativas fue la camiseta de la Selección Republicana de Fútbol, que gracias a la victoria de la selección en el Mundial de fútbol de Sudáfrica y a la abdicación del Rey Juan Carlos I, lanzó a la marca 198 rápidamente a la popularidad.
Durante su etapa como fundador de la marca 198, ganó un juicio a Florentino Pérez por diseñar una camiseta del Real Madrid CF en versión republicana. Además ha sido el responsable de que se haya podido ver a Pablo Iglesias en numerosas ocasiones vestido con modelos de la conocida marca.
En 2023, al acabar la XIV Legislatura, abandonó sus responsabilidades en el Gobierno y en Podemos y fundó un nuevo proyecto profesional dedicado a los servicios en consultoría de Comunicación para empresas e instituciones.

## Trayectoria política
En el año 2014 inició su militancia en Podemos como miembro de la comisión estatal de Extensión y Círculos, apoyando el proyecto Desborda, dedicado al asentamiento de las bases de este partido en todo el país. A finales de ese mismo año, fue elegido miembro del Consejo Ciudadano de Podemos y en noviembre designado por Pablo Iglesias como responsable de Actividades Internas de la Secretaría General. En este periodo puso en marcha la llamada “Ruta del Cambio” que permitió a Iglesias y su equipo más cercano recorrer el país para escuchar inquietudes, iniciativas y propuestas de la población, demandas que fueron incorporadas al proyecto de Podemos en las elecciones generales de 2015. 
En julio de 2015 ganó en primarias de ámbito estatal la candidatura de Podemos para el Congreso de los Diputados, siendo candidato en las elecciones generales del 20 de diciembre, logrando un escaño como diputado por Valladolid. Fue reelegido de nuevo en las elecciones del 26 de junio de 2016.
El 18 de febrero pasó a formar parte de la ejecutiva nacional de Podemos como Secretario de Comunicación y Tecnologías de la Información. Una de las primeras iniciativas que puso en marcha fue la del Tramabús para denunciar la corrupción en España.
Fue el director de campaña de Unidas Podemos en las elecciones generales de abril de 2019, una campaña calificada por Pablo Iglesias como «la mejor campaña»  de la organización, frente a las anteriores, que estuvieron dirigidas por Íñigo Errejón. En la repetición de las elecciones generales ese mismo año, Pablo Iglesias volvió a confiar en él para ser el director de campaña. En esa cita electoral, Unidas Podemos consiguió mantener unos buenos resultados ante la amenaza de que la candidatura de Íñigo Errejón pudiera robarles gran parte de los votos y los diputados, algo que finalmente no sucedió. Pablo Iglesias reconoció su papel poniéndolo al frente, junto a Irene Montero, de la negociación del primer Gobierno de coalición en España.
En las elecciones generales de abril de 2019 encabezó la lista de Unidas Podemos en Valladolid pero no logró revalidar su escaño en el Congreso de los Diputados. En las siguientes elecciones renunció a presentarse para centrarse en las tareas de la dirección de la campaña.
En enero de 2020, después de conseguirse el Gobierno de coalición entre el PSOE y Unidas Podemos fue nombrado Director de Estrategia y Comunicación de la Vicepresidencia del Gobierno. En abril de 2021 deja su cargo, tras la salida de Pablo Iglesias de la Vicepresidencia del Gobierno para presentarse en las elecciones autonómicas de la Comunidad de Madrid
En octubre del 2022, del Olmo es condenado por el supremo a pagar una indemnización de 10000€ por vulnerar la memoria de un hombre asesinado en 1985 al que acusó sin pruebas de violar a una compañera de partido, que se presentaba a la alcaldía de Ávila. Estas condena se redujo, ya que en un principio la indemnización era de 80000€ a pagar entre el y su compañero Pablo Echenique, Echenique luego fue absuelto a diferencia de Juanma del Olmo

## Polémica
En 2018, durante su periodo como diputado, denunció las presiones que ejercía sobre él la web El Independiente a causa de una intervención suya en el Congreso de los Diputados donde había criticado a quien en esa fecha era el Presidente de dicha web de información, Eduardo Serra Rexach, exministro de Defensa. A raíz de la intervención, el diario cargó contra del Olmo por el vehículo que utilizaba.
El día 11 de agosto de 2020, Del Olmo fue citado en calidad de investigado por cinco presuntos delitos de malversación y administración desleal relativos a la financiación de Podemos. La denuncia fue interpuesta por José Manuel Calvente, un exabogado de la formación morada que ya había sido despedido por acoso sexual a una compañera de trabajo seis meses antes. Según dicha denuncia, Del Olmo, responsable de las campañas electorales de la formación morada, fue quien tomó la decisión de contratar a empresa de comunicación Neurona. Dichas acusaciones adquirieron relevancia mediática en medios como El Mundo o El Confidencial. Sin embargo, Calvente no adjuntó ninguna prueba y sostuvo que se basaba en sospechas y rumorología.En septiembre de 2023, Podemos quedó finalmente fuera del conocido como caso Neurona, dirigido por el magistrado Juan José Escalonilla, al no constar indicio alguno de financiación ilegal.De hecho, el perito del caso mantiene que “[el coste del servicio de Neurona] se encuentra dentro del rango medio, e incluso levemente por debajo”.El conocido como caso Neurona, que abrió hasta 10 líneas de investigación (con el caso niñera, entre otros) finalmente se cerró en diciembre de 2023 "tras tres años de infamias y mentiras".

## Publicaciones
- La política por otros medios (2018) Editorial Catarata.[29]